# Gypsophila confertifolia
Gypsophila confertifolia är en nejlikväxtart som beskrevs av Hub.-mor. Gypsophila confertifolia ingår i släktet slöjor, och familjen nejlikväxter. Inga underarter finns listade i Catalogue of Life.